# Osteiner Hof

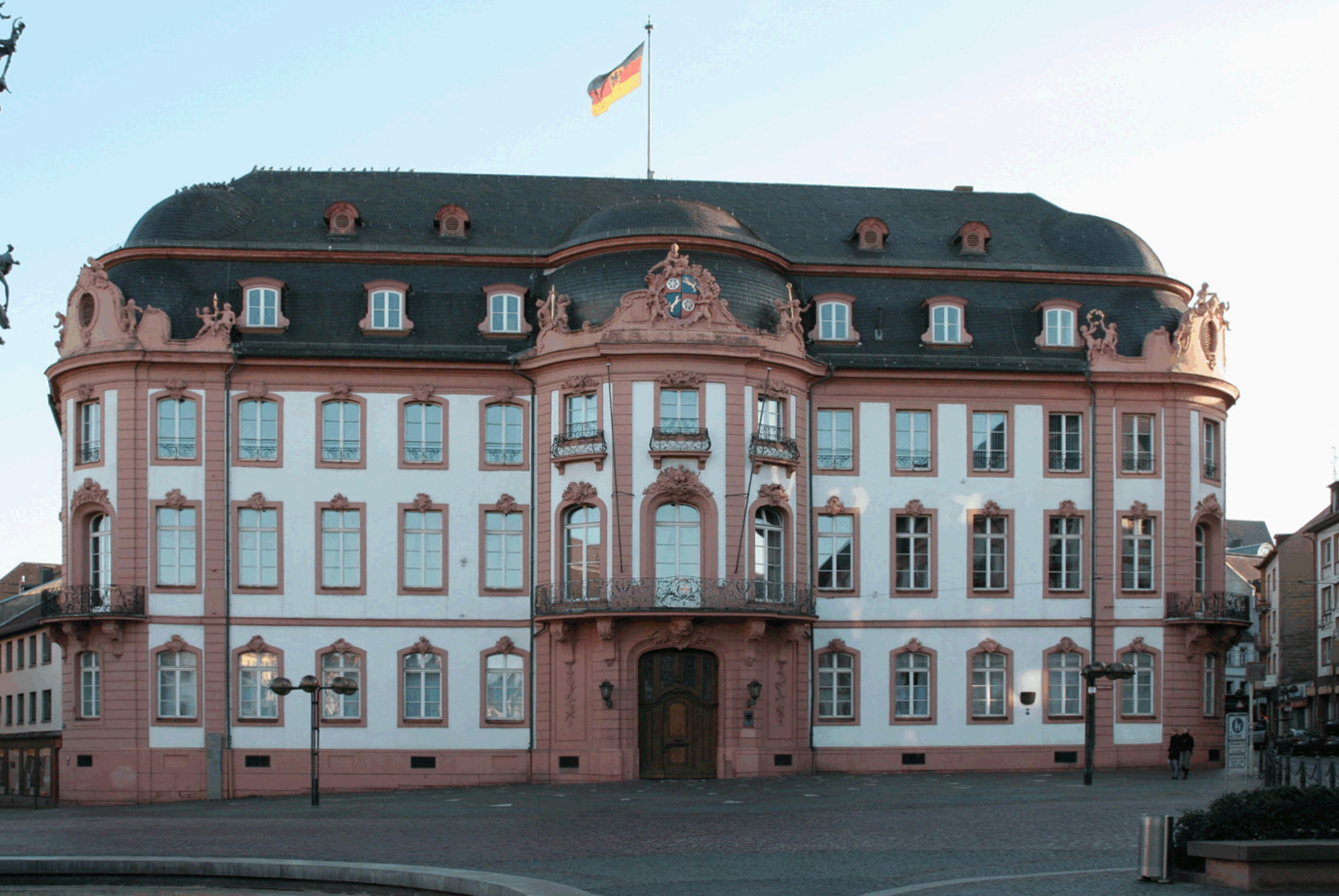
Osteiner Hof, voorgevel

Het Osteiner Hof ("Hof van Ostein") is een van de stadspaleizen in barokstijl langs het plein Schillerplatz in de Duitse stad Mainz. Het paleis, aan de zuidkant van het plein, werd gebouwd in de periode 1747-1752 door bouwmeester Johann Valentin Thomann. De opdrachtgever was Franz Wolfgang Damian von Ostein, broer van de keurvorst van Mainz, Johann Friedrich Karl von Ostein.
Kenmerkend zijn de drie uitstekende rondingen (risalieten) midden op de voorgevel en aan de beide zijkanten. Het gebouw is rijk versierd, bijvoorbeeld met cartouches in rococo-stijl boven de ramen die de elementen lucht, aarde en water symboliseren. De klassieke goden Diana en Mars zijn afgebeeld op de cartouches boven de balkondeuren.
Lang heeft het grafelijk geslacht Ostein niet van het paleis gebruik kunnen maken. Nadat de linkeroever van de Rijn door Franse revolutionaire troepen bezet werd, werd het paleis eigendom van de staat. In 1798 werd het in gebruik genomen als zetel van het Franse departement Mont-Tonnerre.
Ook na de napoleontische periode bleef het paleis in gebruik als regeringsgebouw. In de periode 1854-1859, toen de latere keizer Wilhelm I militair gouverneur van Mainz was, kreeg het zelfs de bijnaam "Gouvernement". Tijdens de begindagen van de Frans-Pruisische Oorlog (1870-1871) was het Osteiner Hof het hoofdkwartier van de veldheer Frederik Karel van Pruisen.
In 1914 kondigde generaal Hugo von Kathen, destijds militair gouverneur van Mainz, vanaf het balkon van het Osteiner Hof het begin van de Eerste Wereldoorlog aan. Tijdens de Tweede Wereldoorlog brandde het paleis geheel uit, maar na de oorlog werd het gebouw weer hersteld (1947-1948). Sinds 1958 dient het gebouw als militair hoofdkwartier van de Bundeswehr.
Als onderdeel van de plaatselijke carnavalsviering wordt elk jaar op 11 november, om 11 over 11, vanaf het balkon van het Osteiner Hof de närrische Zeit ("narrentijd") uitgeroepen.

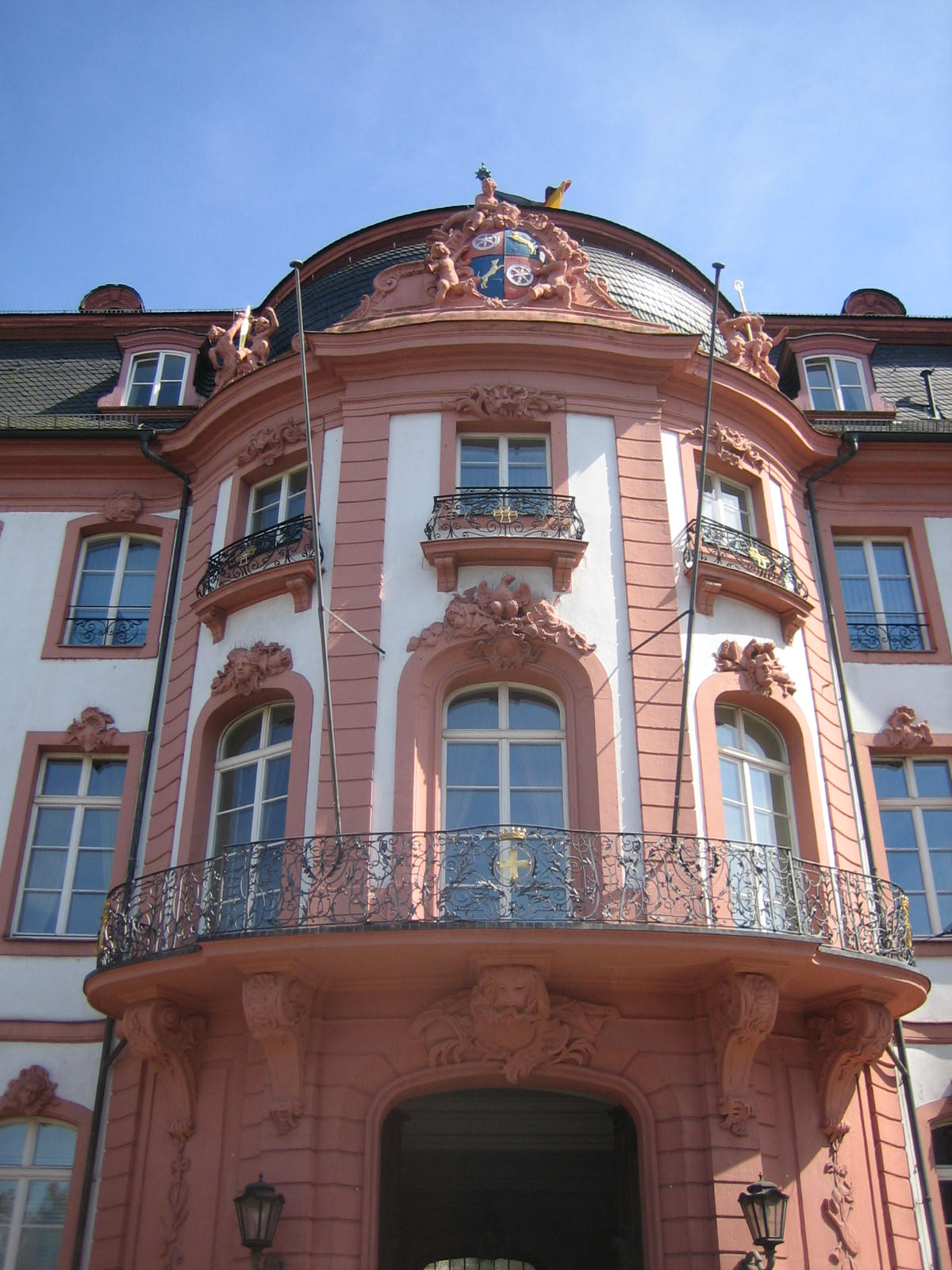
De middelste risaliet op de voorgevel
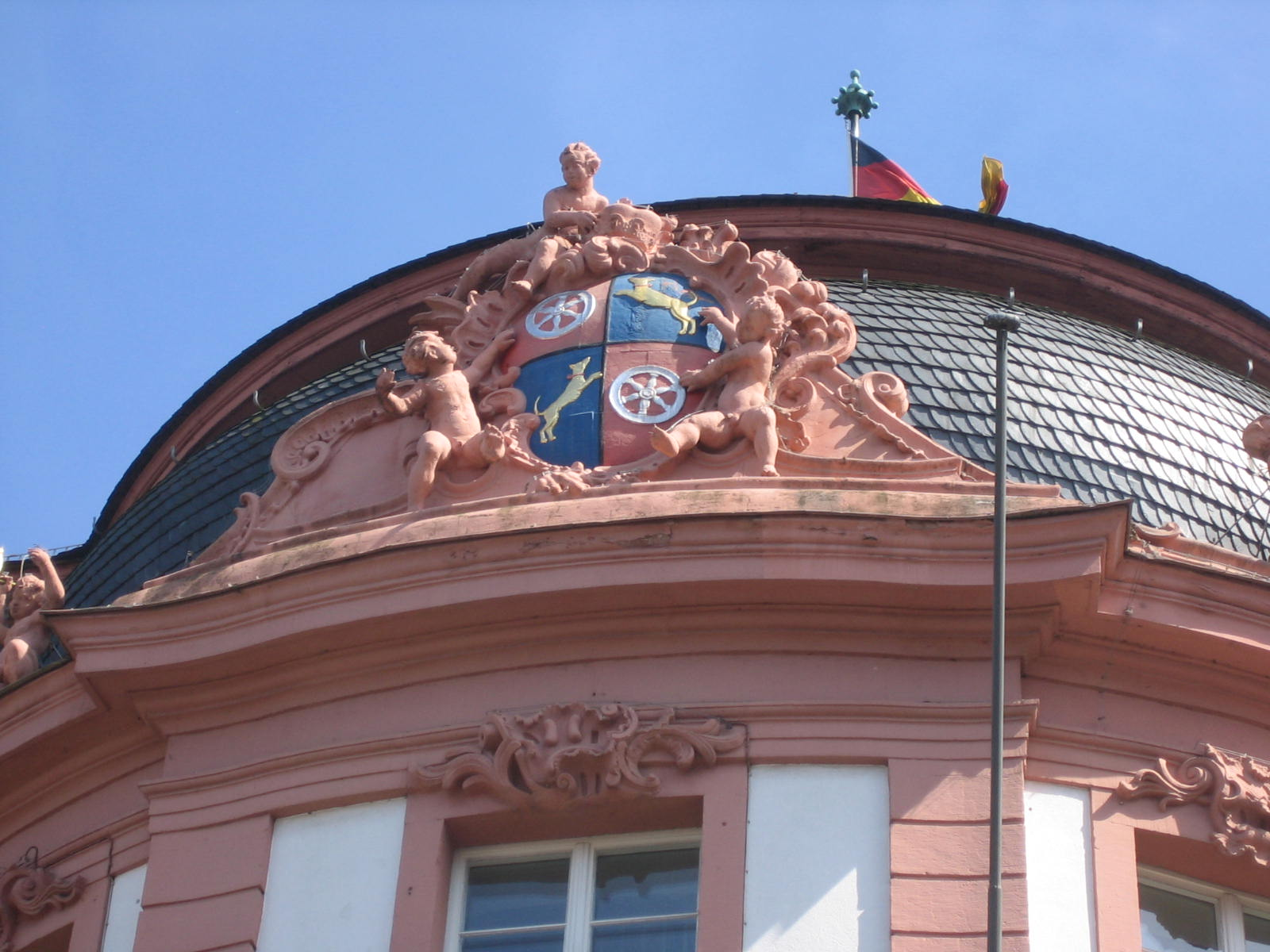
Wapen van het geslacht Ostein boven de middelste risaliet op de voorgevel
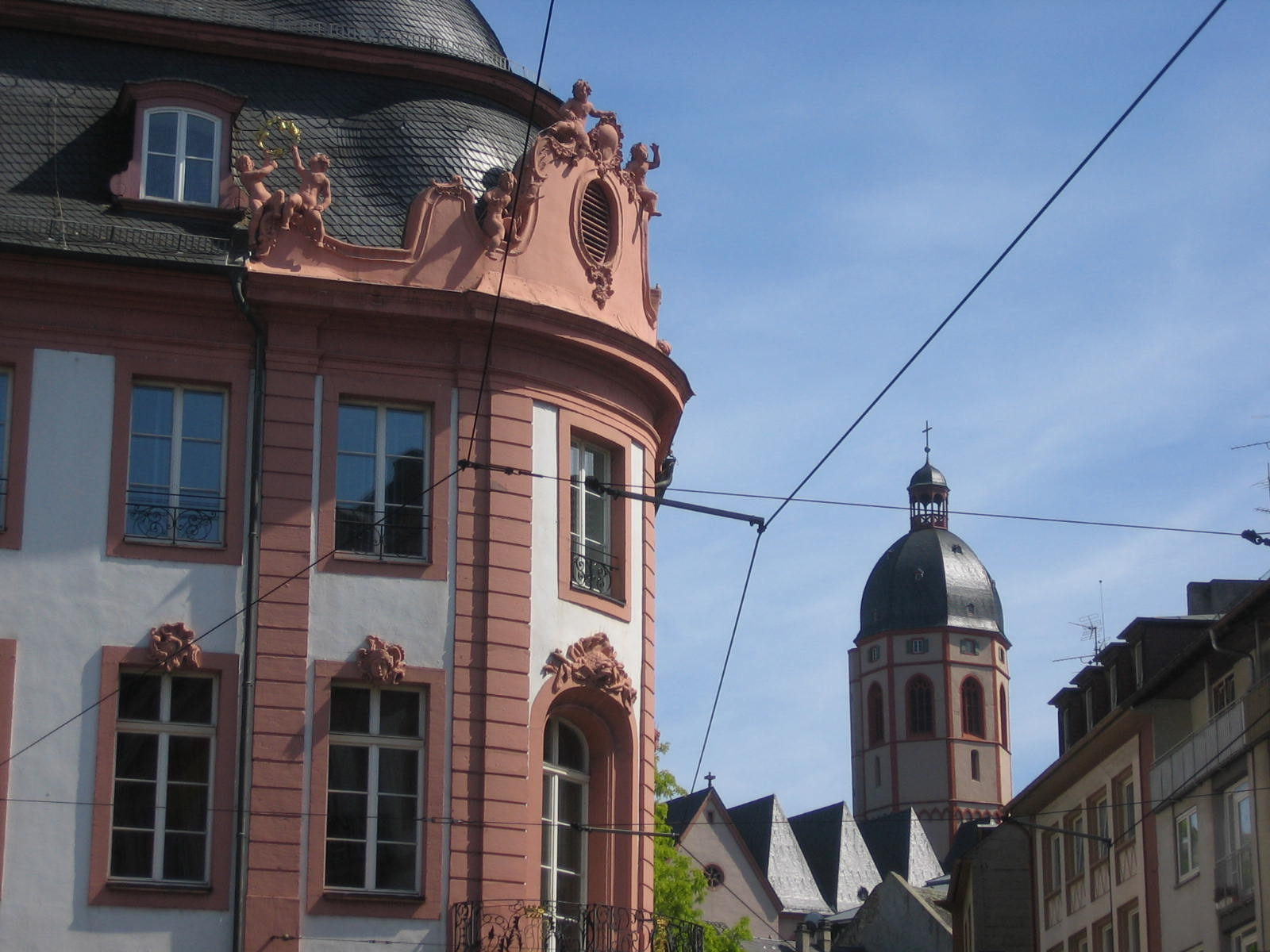
Het Osteiner Hof met zicht op de toren van de Sint-Stefanskerk